# 拉斐尔·霍尔茨德佩
拉斐尔·马塞尔·霍尔茨德佩（德語：Raphael Marcel Holzdeppe，1989年9月28日—）是一名德国男子撑杆跳高运动员，他获得2012年奥运会铜牌（5.91米）、2013年世界田径锦标赛金牌（5.89米）和2015年世界田径锦标赛银牌（5.90米）。